# Caprera
Caprera – włoska wyspa na morzu Tyrreńskim w archipelagu Arcipelago della Maddalena u północno-wschodnich wybrzeży Sardynii. Wyspa wchodzi w skład gminy La Maddalena z siedzibą w miejscowości o takiej samej nazwie.
Wyspa uznana została za rezerwat przyrody, zamieszkany przez liczne gatunki ptaków, takich jak: rybitwa królewska, kormoran, czy sokół wędrowny. Wyspa znana jest przede wszystkim z tego, że mieszkał tu i zmarł Giuseppe Garibaldi, włoski XIX-wieczny patriota i bojownik o niepodległość, jeden z ojców włoskiego Risorgimento. Jego dom (obecnie muzeum Compendio garibaldino) i poświęcona mu kaplica stanowią pomniki pamięci.

## Geografia
Caprera jest połączona z wyspą Maddalena 600-metrową groblą. Swą nazwę wzięła od bardzo licznych tu dzikich kóz (wł. capra). Najwyższym punktem tej drugiej co do wielkości wyspy archipelagu, jest Monte Teialone (212 m n.p.m.). U południowo-zachodniego cypla znajduje się dogodne kotwicowisko dla jachtów, ale całe brzegi w większości nadają się do kotwiczenia lub lądowania.

## Historia
Po obecności ludzi w czasach etruskich i rzymskich wyspa była przez całe stulecia bezludna, dopóki nie osiedli tu w początkach XII wieku nieliczni pasterze, ale przez następne sześć stuleci bywali tu tylko okazjonalnie. Dopiero w roku 1855 zakupił na wyspie posiadłość Garibaldi (prawdopodobnie ze względu na bardzo niską cenę), który sprowadził na wyspę pierwsze sosny, dzisiaj pokrywające większość terenu.

## Sport
Na wyspie znajduje się jedna z najstarszych i największych szkół żeglarstwa we Włoszech - Centro Velico Caprera. W 2007 z Caprery do La Maddaleny wystartował pierwszy etap Giro d’Italia.

## Galeria

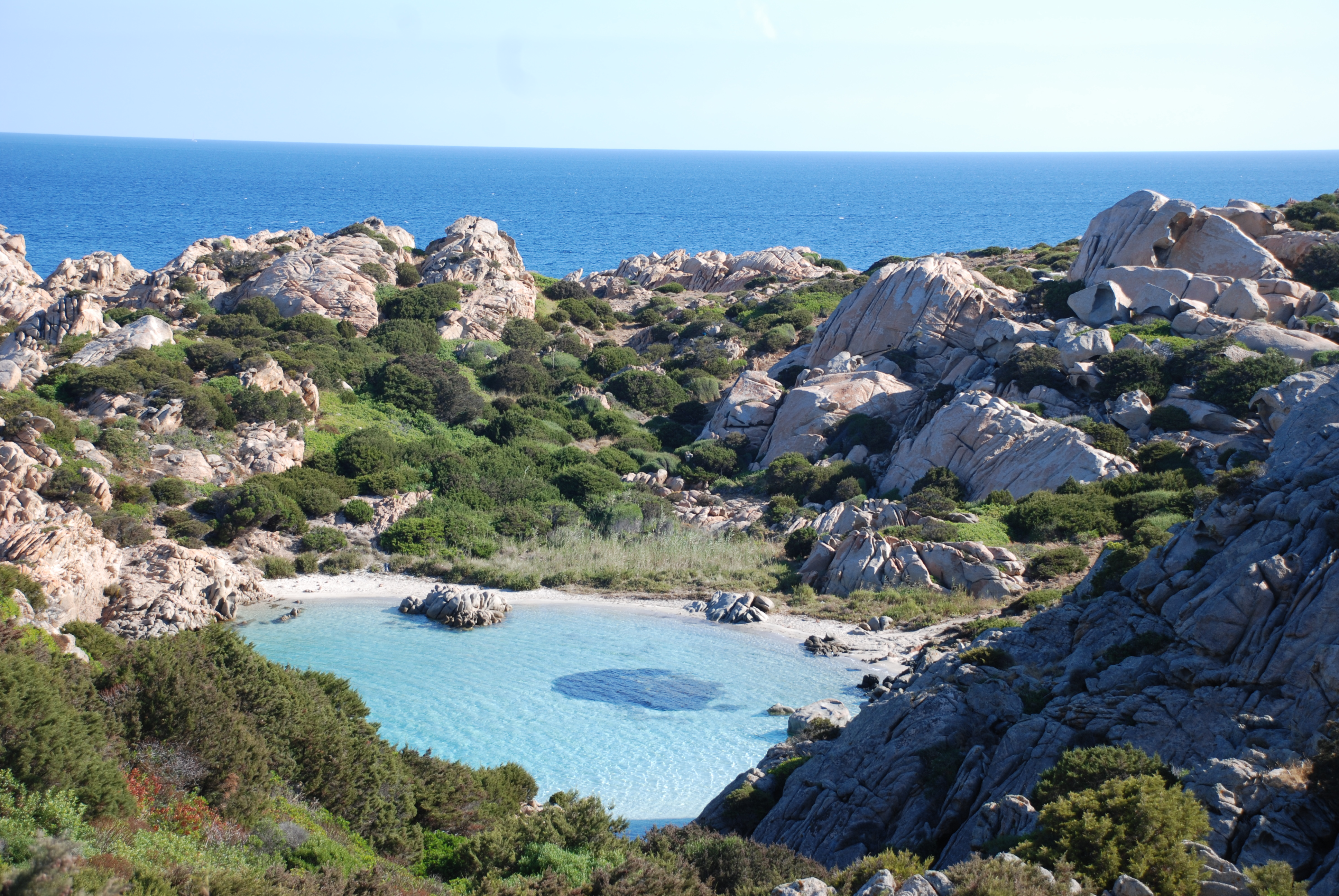
Krajobraz Caprery
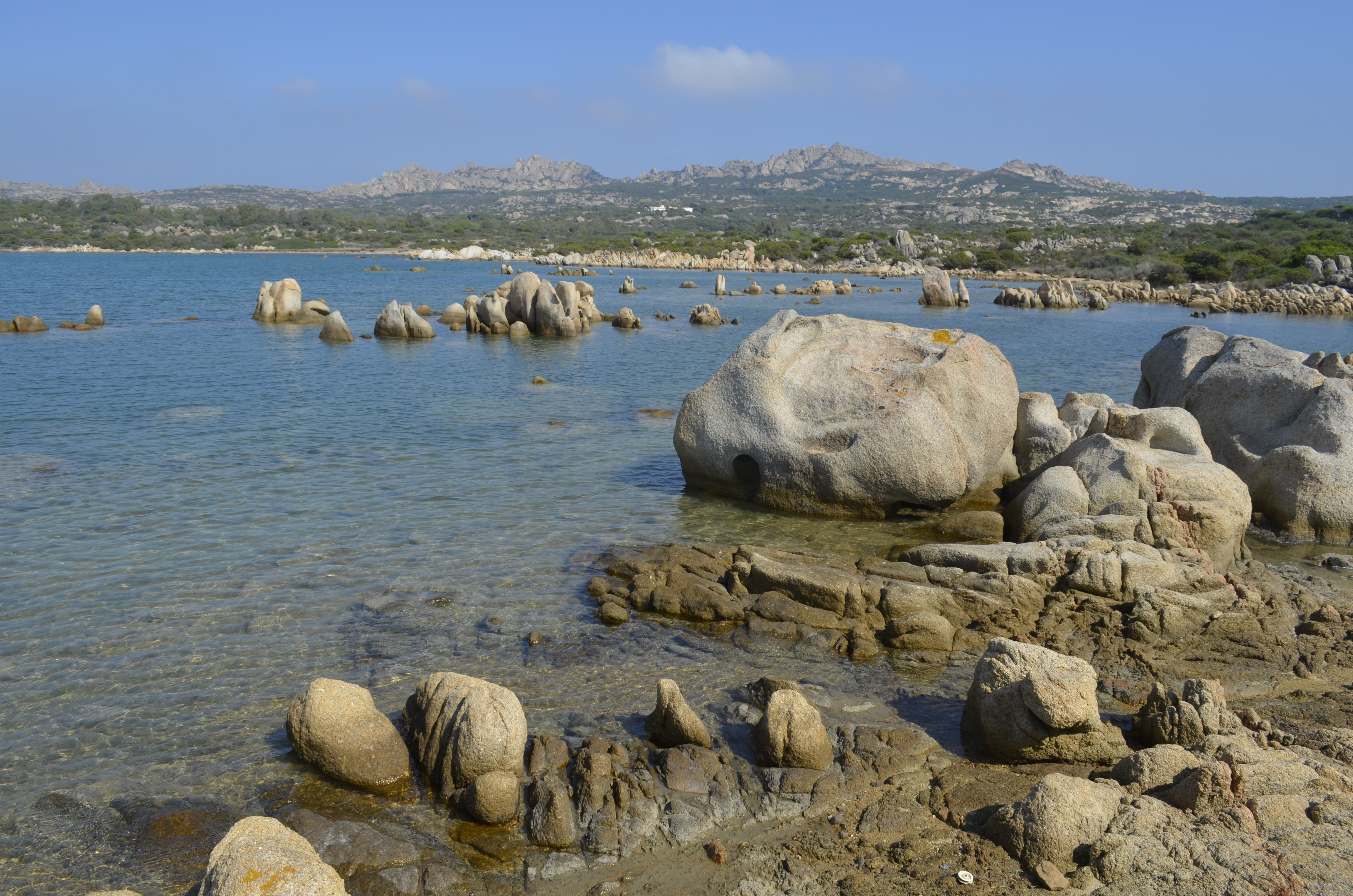
Granitowe skały na brzegu wyspy
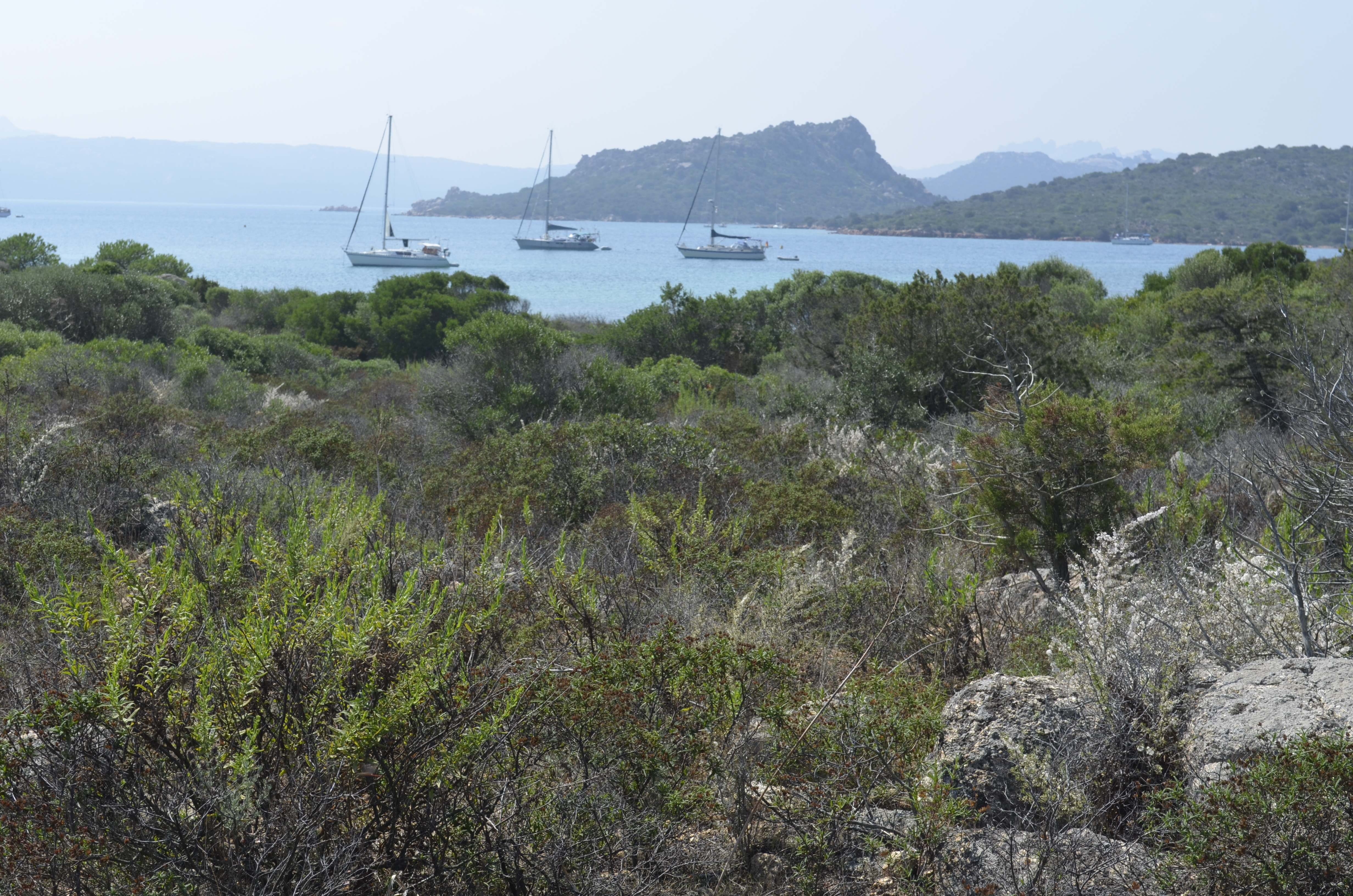
Krajobraz Caprery
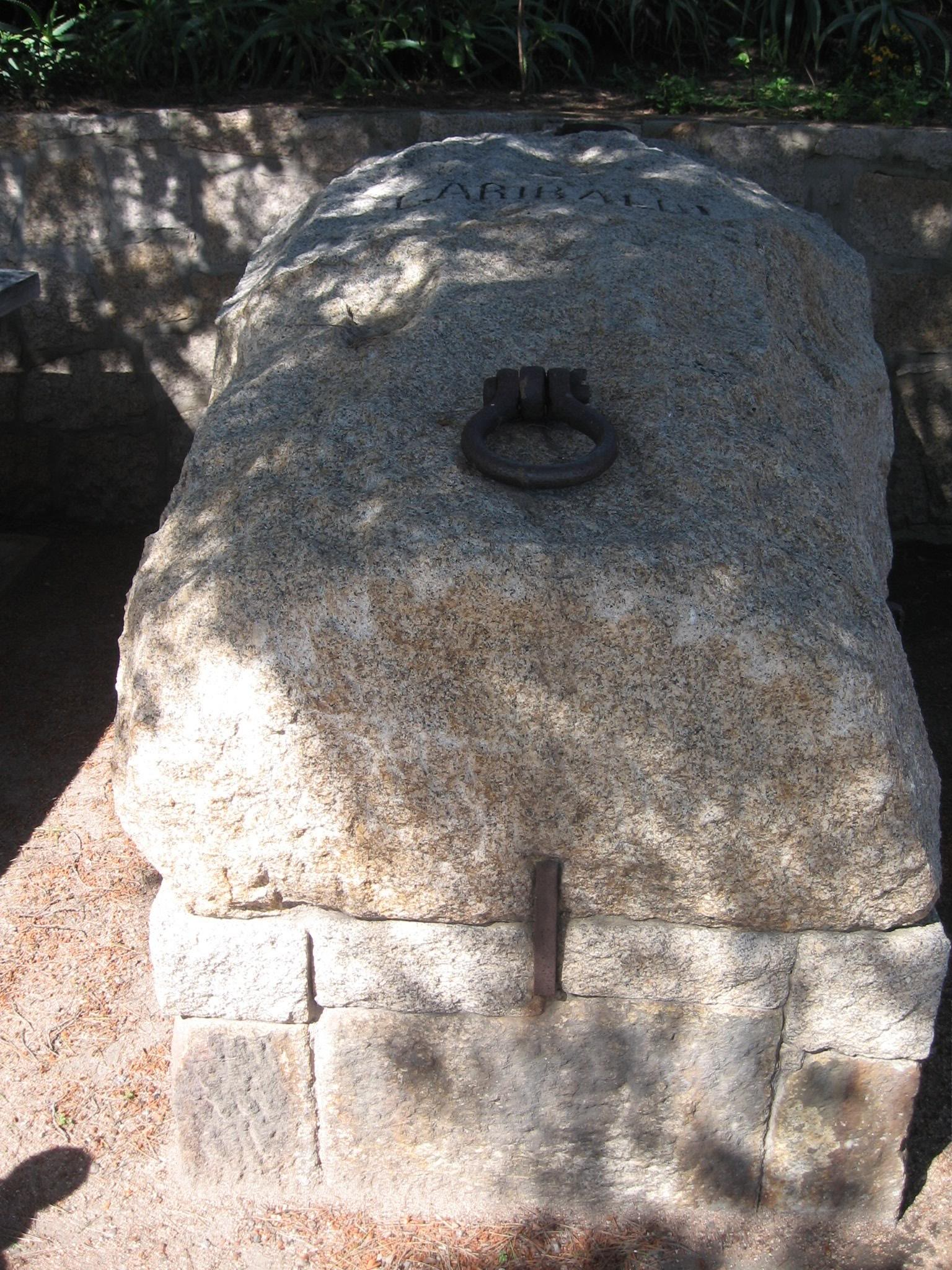
Grób Giuseppe Garibaldiego
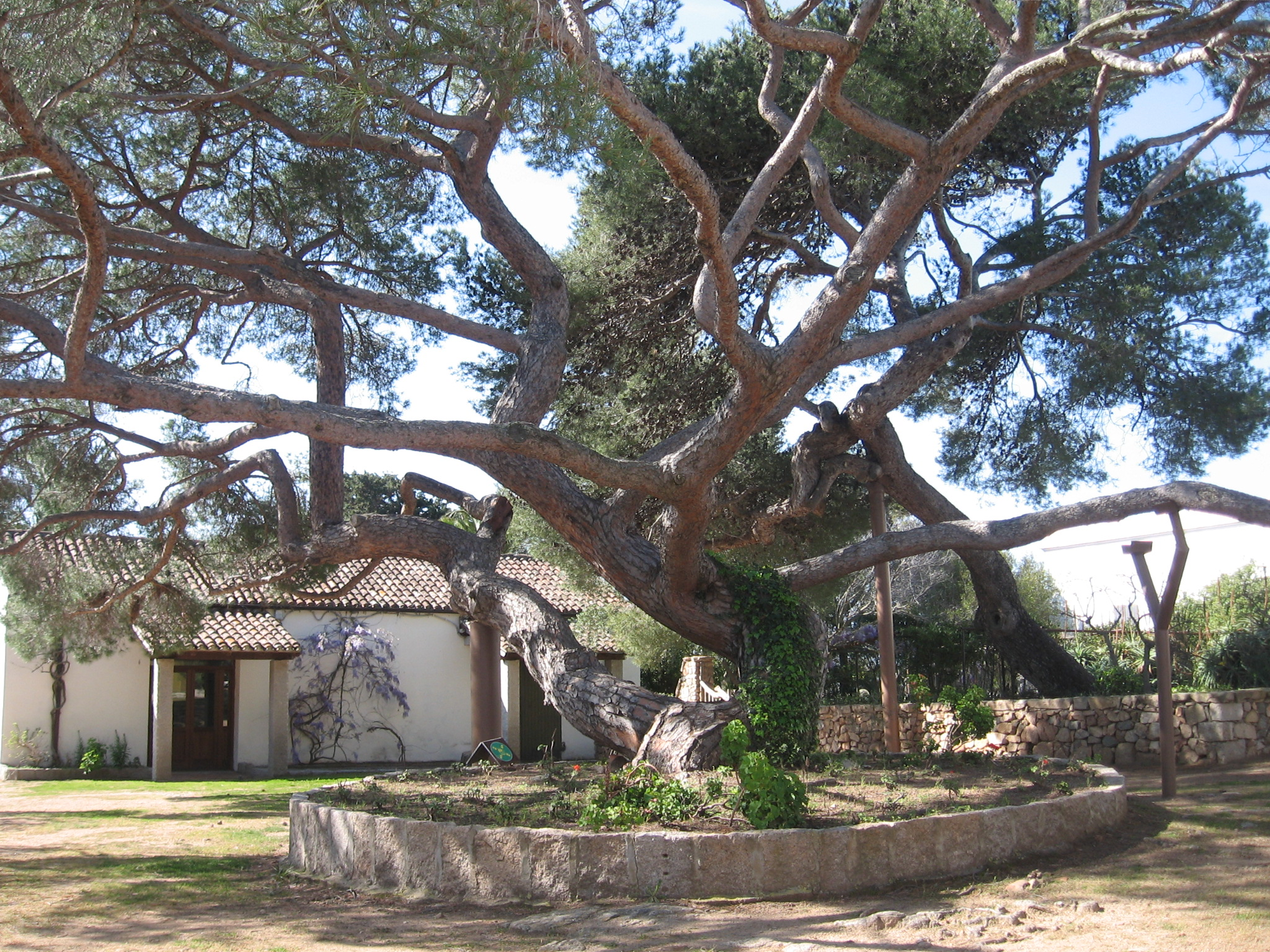
Dawna rezydencja, obecnie muzeum Giuseppe Garibaldiego
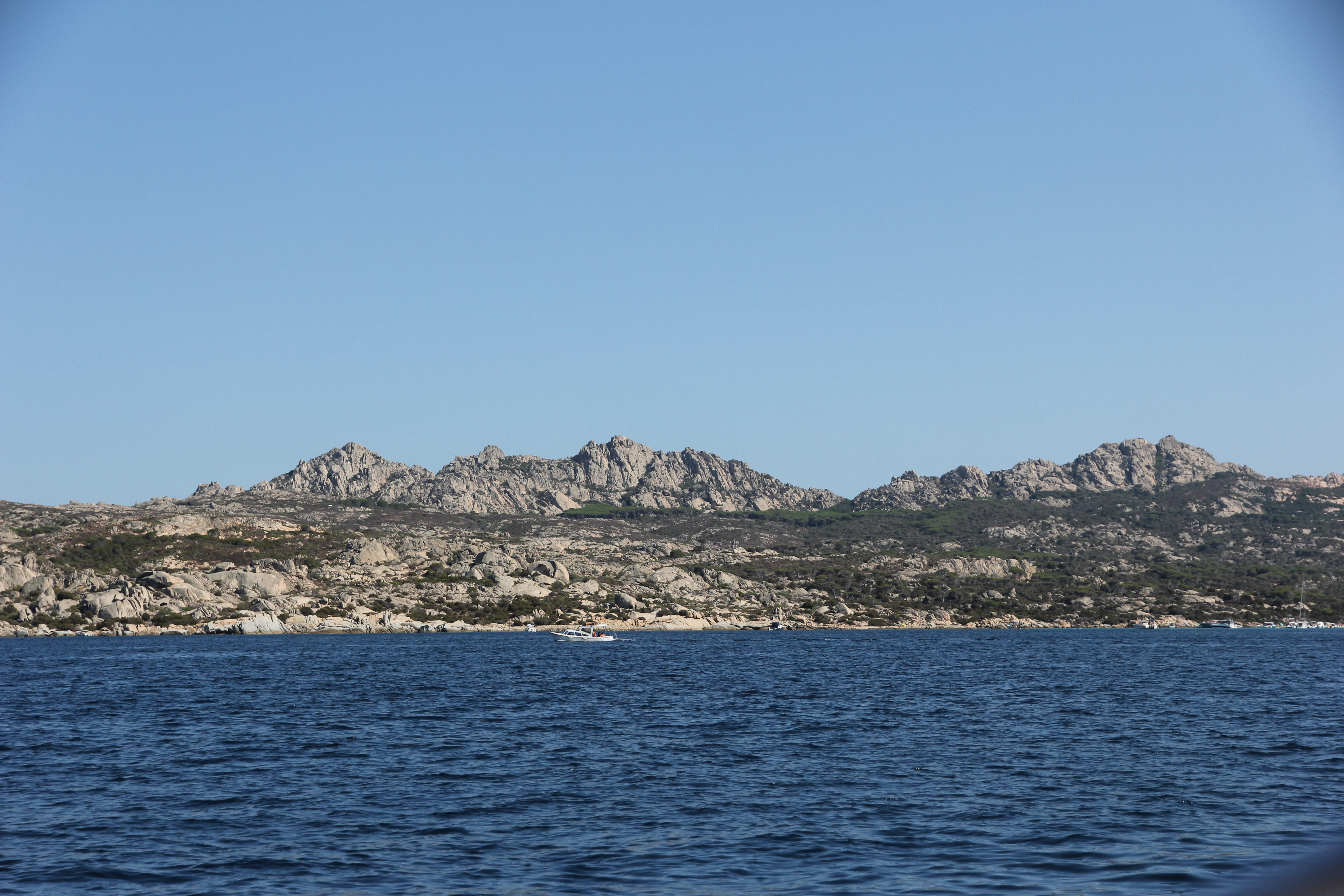
Caprera widziana z Maddaleny
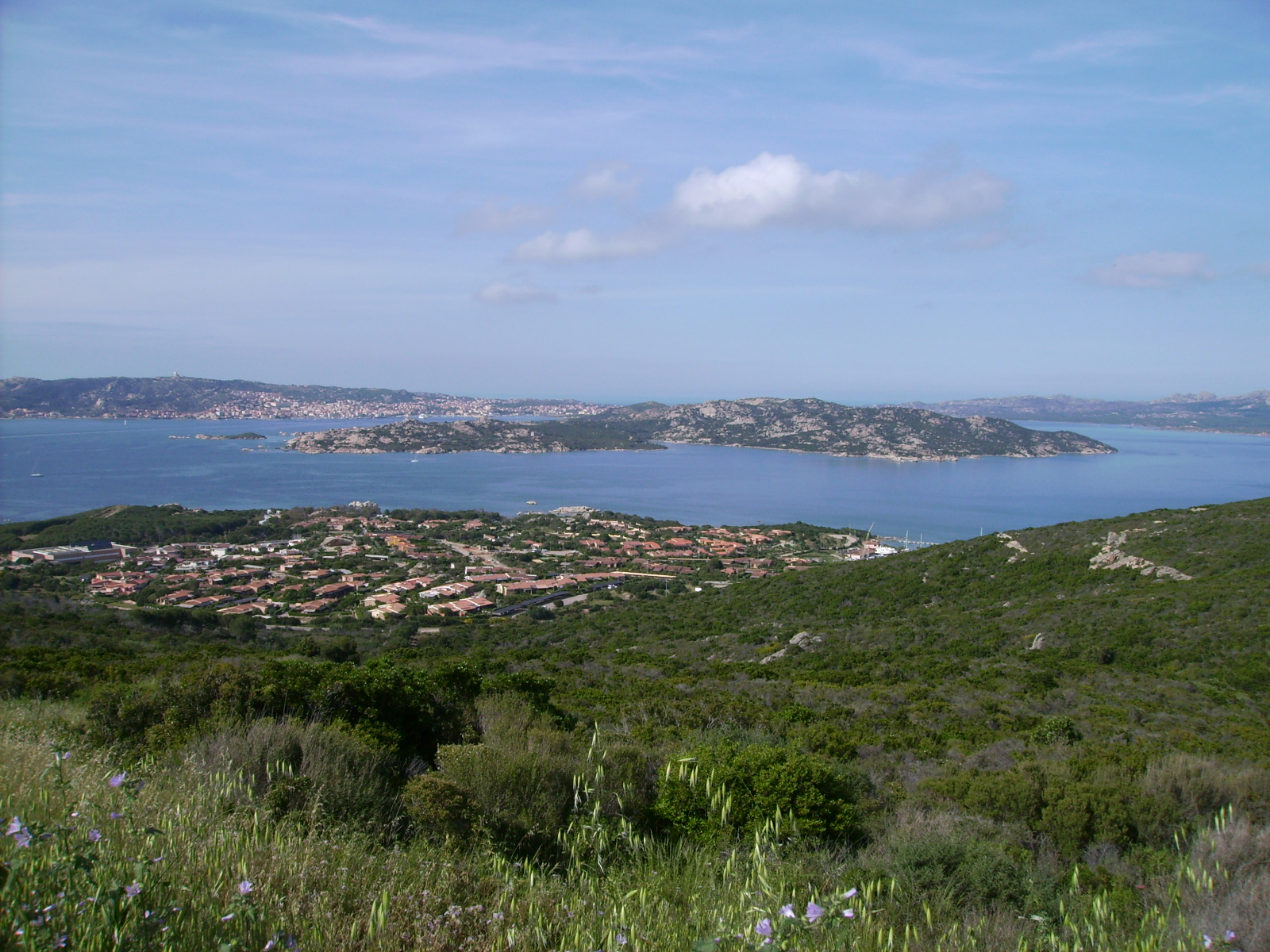
Caprera widziana z La Maddaleny
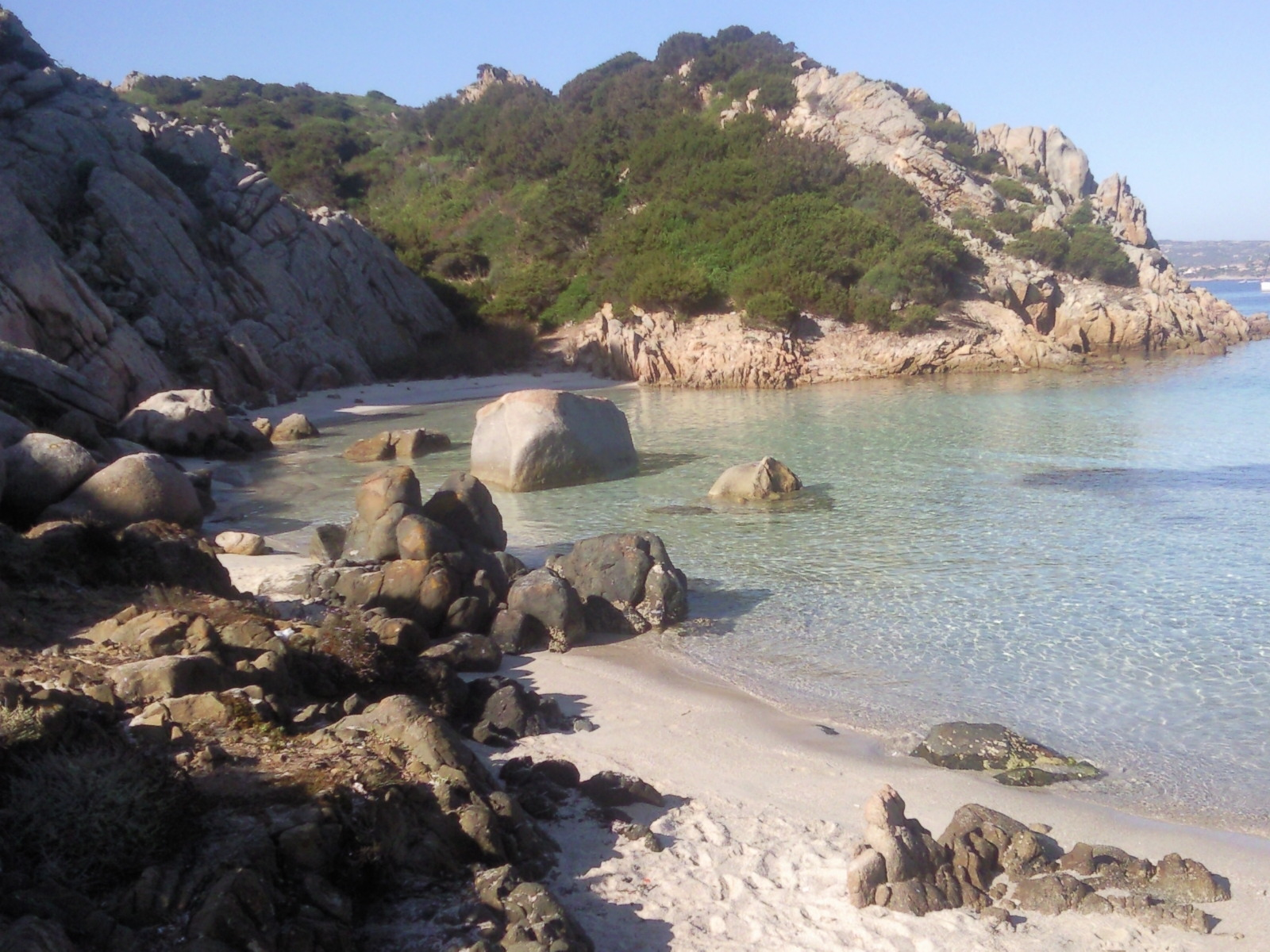
Wybrzeże wyspy